# Тарто, Энн Аугустович
Энн Аугустович Тарто (эст. Enn Tarto, 25 сентября 1938, Тарту — 18 июля 2021) — эстонский диссидент, общественный и политический деятель. Член VII, VIII и IX Рийгикогу (1992–2003).

## Биография

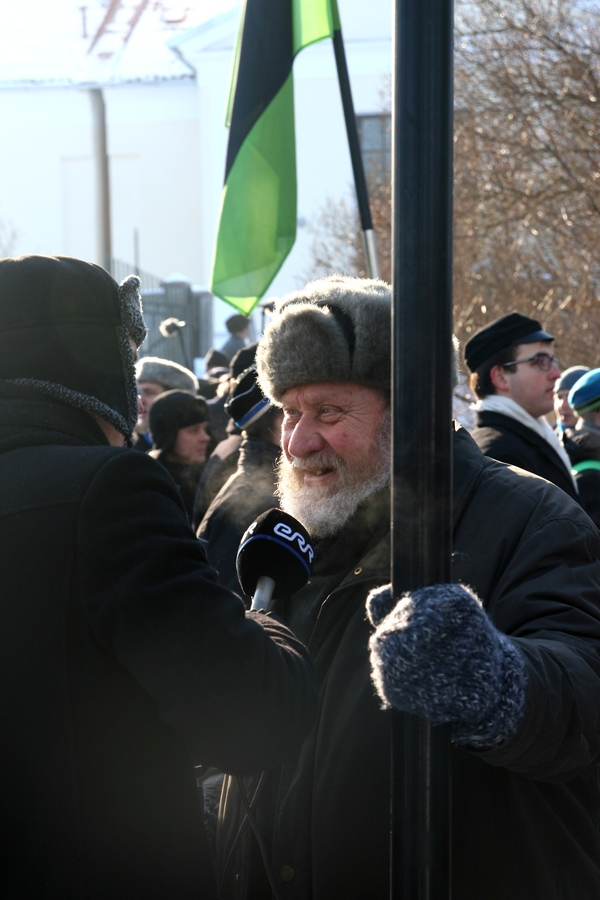
Энн Тарто во время интервью по случаю 95-летия Эстонской Республики в Тартуской обсерватории 24 февраля 2013 г.

Неоднократно арестовывался, отбывал наказания в исправительно-трудовых лагерях за антисоветскую деятельность, первый раз ещё школьником. 4 ноября 1956 года Энн Тарто и другие члены Эстонской молодежной бригады (Eesti Noorte Malev) распространяли листовки в поддержку Венгерских событий 1956 года.
С 1969 по 1971 год учился в Тартуском университете, был исключён за антисоветскую деятельность. Работал на различных хозяйственных работах в колхозах, реставратором, истопником. Публично требовал от СССР вывести свои войска из Афганистана. Один из организаторов марша протеста вокруг советской военной базы под Тарту 8 марта 1989 года.
Вошёл в составленный в 1999 году по результатам письменного и онлайн-голосования список 100 великих деятелей Эстонии XX века.